# محمد ولد الطالب
محمد ولد الطالب (من مواليد 1968) هو سفير ومستشار وشاعر موريتاني معاصر، اشتهر بعد مشاركته في النسخة الأولى من مسابقة أمير الشعراء التي تنظمها إمارة أبوظبي في الإمارات عام 2007، وحلوله في المرتبة الثانية، وهو السفير الموريتاني المعتمد حاليا في اليمن منذ عام 2021.

## حياته
ولد محمد ولد الطالب بمدينة أكجوجت عام 1968م ونال شهادة متريز في الآداب العربية من جامعة انواكشوط عام 1992، عمل أستاذ للغة العربية ومدرسا لها في عدة ثانويات وطنية قبل أن يتفرغ لكتابة الشعر. نال جائزة في مسابقة ناصر الشعرية بليبيا.

## شعره
له عدة دواوين منشورة منها ديوان «الليل والأرصفة»
.
عن «أتحاد الأدباء والكتاب الموريتانيين»، من أشهر قصائده «مئذنة البوح» و «سارق النار»..